# سانجای لیلا بانسالی
سانجای لیلا بانسالی (انگلیسی: Sanjay Leela Bhansali؛ زادهٔ ۱۹۶۳ (۶۱–۶۲ سال)) کارگردان، تهیه‌کننده، تهیه‌کننده تلویزیونی، آهنگ‌ساز و فیلم‌نامه‌نویس صاحب سبک و مشهور اهل کشور هند است. او برنده جوایز متعددی از جمله چهار جایزه ملی فیلم، ده جایزه فیلم فیر و یک نامزدی بفتا شده است. در سال ۲۰۱۵، دولت هند از او با جایزه پادما شری، چهارمین جایزه عالی غیرنظامی تجلیل کرد.

## قسمتی از فیلمشناسی
- پرنده -۱۹۸۹ (ادیتور)
- ۱۹۴۲: یک داستان عاشقانه -۱۹۹۴ (ادیتور)
- نزدیک -۱۹۹۸ (ادیتور)
- سکوت -۱۹۹۶ (کارگردان)
- دوداس -۲۰۰۲ (کارگردان)
- سیاه -۲۰۰۵ (کارگردان)
- درخواست -۲۰۱۰ (کارگردان)
- دوستم پینتو -۲۰۱۱ (تهیه‌کننده)
- رام لیلا-۲۰۱۳ (کارگردان)
- مری کوم -۲۰۱۴ (تهیه‌کننده)
- باجیرومستانی-۲۰۱۵ (کارگردان)
- جبار بازگشته است -۲۰۱۵ (تهیه‌کننده).
- (پدماوتی). ۲۰۱۸[کارگردان]
- (دلدادگان).
- (ساواریا).

## جوایز
- وی همچنین برنده جوایزی همچون جوایز فیلم‌فیر شده است.